# Grand Prix moto de vitesse du Mans 1991
Le  Grand Prix moto de vitesse du Mans 1991 est la quatorzième manche du championnat du monde de vitesse moto 1991. La compétition s'est déroulée du 6 au 9 septembre 1991 sur le circuit Bugatti au Mans.
À cette date, le Grand Prix était planifié au Brésil, mais il a dû être annulé pour causes de sécurité. Ce sera l'unique édition du Grand Prix moto de vitesse du Mans.

## Classements

### Classement final 500 cm3
| Pos  | Pilote               | Constructeur | Temps/Écart     | Points |
| ---- | -------------------- | ------------ | --------------- | ------ |
| 1    | Kevin Schwantz       | Suzuki       | 47 min 37 s 764 | 20     |
| 2    | Mickael Doohan       | Honda        | +0 s 148        | 17     |
| 3    | Wayne Rainey         | Yamaha       | +3 s 468        | 15     |
| 4    | John Kocinski        | Yamaha       | +3 s 700        | 13     |
| 5    | Wayne Gardner        | Honda        | +3 s 966        | 11     |
| 6    | Juan Garriga         | Yamaha       | +37 s 852       | 10     |
| 7    | Doug Chandler        | Yamaha       | +38 s 342       | 9      |
| 8    | Didier de Radiguès   | Suzuki       | +39 s 290       | 8      |
| 9    | Sito Pons            | Honda        | +1 min 30 s 554 | 7      |
| 10   | Adrien Morillas      | Yamaha       | +1 min 45 s 040 | 6      |
| 11   | Eddie Laycock        | Yamaha       | +1 tour         | 5      |
| 12   | Niall Mackenzie      | Yamaha       | +1 tour         | 4      |
| 13   | Marco Papa           | Honda        | +2 tours        | 3      |
| 14   | Andreas Leuthe       | Suzuki       | +2 tours        | 2      |
| 15   | Damon Buckmaster     | Suzuki       | +5 tours        | 1      |
| Abd. | Cees Doorakkers      | Honda        | Abandon         |        |
| Abd. | Jean-Philippe Ruggia | Yamaha       | Abandon         |        |
| Abd. | Michael Rudroff      | Honda        | Abandon         |        |
| Abd. | Hans Becker          | Yamaha       | Abandon         |        |

### Classement final 250 cm3
| Pos  | Pilote                    | Constructeur | Temps/Écart     | Points |
| ---- | ------------------------- | ------------ | --------------- | ------ |
| 1    | Helmut Bradl              | Honda        | 40 min 44 s 529 | 20     |
| 2    | Carlos Cardus             | Honda        | +6 s 322        | 17     |
| 3    | Luca Cadalora             | Honda        | +13 s 955       | 15     |
| 4    | Wilco Zeelenberg          | Honda        | +19 s 513       | 13     |
| 5    | Asao Shimizu              | Honda        | +22 s 577       | 11     |
| 6    | Jochen Schmid             | Honda        | +30 s 319       | 10     |
| 7    | Pierfrancesco Chili       | Aprilia      | +30 s 403       | 9      |
| 8    | Jean-Pierre Jeandat       | Honda        | +40 s 753       | 8      |
| 9    | Andy Preining             | Aprilia      | +43 s 352       | 7      |
| 10   | Paolo Casoli              | Yamaha       | +49 s 147       | 6      |
| 11   | Alberto Puig              | Yamaha       | +49 s 815       | 5      |
| 12   | Stefan Prein              | Honda        | +54 s 912       | 4      |
| 13   | Marcellino Lucchi         | Aprilia      | +1 min 05 s 938 | 3      |
| 14   | Erkka Korpiaho            | Aprilia      | +1 min 31 s 171 | 2      |
| 15   | Urs Jücker                | Yamaha       | +1 min 31 s 644 | 1      |
| 16   | Stefano Caracchi          | Yamaha       | +1 min 55 s 320 |        |
| 17   | Patrick van den Goorbergh | Yamaha       | +3 s 787        |        |
| 18   | Ian Newton                | Yamaha       | +4 s 248        |        |
| 19   | Jean Foray                | Yamaha       | +4 s 560        |        |
| Abd. | Bernard Haenggeli         | Aprilia      | Abandon         |        |
| Abd. | Loris Reggiani            | Aprilia      | Abandon         |        |
| Abd. | Doriano Romboni           | Honda        | Abandon         |        |
| Abd. | Herri Torrontegui         | Aprilia      | Abandon         |        |
| Abd. | Bern Kassner              | Aprilia      | Abandon         |        |
| Abd. | Harald Eckl               | Aprilia      | Abandon         |        |
| Abd. | Frédéric Protat           | Aprilia      | Abandon         |        |
| Abd. | Corrado Catalano          | Honda        | Abandon         |        |
| Abd. | Martin Wimmer             | Suzuki       | Abandon         |        |
| Abd. | LoriAlex Criville         | JJ Cobas     | Abandon         |        |
| Abd. | DorRenzo Colleoni         | Aprilia      | Abandon         |        |

## 125 cm3
Pas de course programmée dans cette catégorie